# Eleições legislativas de 2015 em Coimbra

## Resultados Oficiais
| Partido                 | Partido                         | Votos   | %               | +/-   |
| ----------------------- | ------------------------------- | ------- | --------------- | ----- |
|                         | Partido Socialista              | 28 196  | 36,49 / 100,00  | 7,88  |
|                         | Portugal à Frente               | 25 222  | 32,64 / 100,00  | 14,37 |
|                         | Bloco de Esquerda               | 8 526   | 11,03 / 100,00  | 3,39  |
|                         | Coligação Democrática Unitária  | 7 173   | 9,28 / 100,00   | 0,85  |
|                         | Partido Democrático Republicano | 1 415   | 1,83 / 100,00   | Novo  |
|                         | Pessoas–Animais–Natureza        | 858     | 1,11 / 100,00   | 0,05  |
|                         | Outros                          | 2 939   | 3,80 / 100,00   |       |
| Votos Inválidos         | Votos Inválidos                 | 2 944   | 3,81 / 100,00   | 0,80  |
| Total                   | Total                           | 77 273  | 100,00 / 100,00 |       |
| Eleitorado/Participação | Eleitorado/Participação         | 128 740 | 60,02 / 100,00  | 1,31  |
| Fonte                   | Fonte                           | [ 1 ]   | [ 1 ]           | [ 1 ] |

## Resultados por Freguesia
Os resultados seguintes referem-se aos partidos que obtiveram mais de 1,00% dos votos:
| Freguesia                                      | %     | %     | %     | %     | %    | %    | Votantes |
| Freguesia                                      | PS    | PÀF   | BE    | CDU   | PDR  | PAN  | Votantes |
| ---------------------------------------------- | ----- | ----- | ----- | ----- | ---- | ---- | -------- |
| Almalaguês                                     | 39,83 | 26,93 | 14,40 | 9,66  | 1,92 | 0,42 | 1 667    |
| Antuzede e Vil de Matos                        | 41,13 | 26,93 | 9,47  | 9,93  | 1,60 | 1,33 | 1 500    |
| Assafarge e Antanhol                           | 34,30 | 34,76 | 11,27 | 7,74  | 1,87 | 1,17 | 2 831    |
| Brasfemes                                      | 41,78 | 24,51 | 12,96 | 10,33 | 1,13 | 1,69 | 1 065    |
| Ceira                                          | 36,30 | 30,64 | 11,63 | 9,75  | 1,62 | 0,54 | 1 857    |
| Cernache                                       | 36,49 | 31,04 | 11,36 | 10,15 | 1,48 | 1,21 | 2 236    |
| Eiras e São Paulo de Frades                    | 36,77 | 29,83 | 12,09 | 10,08 | 2,11 | 1,56 | 8 916    |
| Santa Clara e Castelo Viegas                   | 35,66 | 34,18 | 11,20 | 8,58  | 1,79 | 0,92 | 6 492    |
| Santo António dos Olivais                      | 34,68 | 37,22 | 10,42 | 7,86  | 1,72 | 1,15 | 23 138   |
| São João do Campo                              | 37,24 | 25,61 | 10,41 | 17,86 | 1,53 | 0,10 | 980      |
| São Martinho de Árvore e Lamarosa              | 31,02 | 35,80 | 10,03 | 9,89  | 2,56 | 1,28 | 1 486    |
| São Martinho do Bispo e Ribeira de Frades      | 38,99 | 28,16 | 11,92 | 9,41  | 2,34 | 1,27 | 8 213    |
| São Silvestre                                  | 40,17 | 23,23 | 12,91 | 13,30 | 1,39 | 0,66 | 1 511    |
| Sé Nova, Santa Cruz, Almedina e São Bartolomeu | 33,46 | 37,35 | 9,97  | 9,23  | 1,78 | 0,87 | 7 436    |
| Souselas e Botão                               | 39,86 | 30,03 | 10,33 | 9,79  | 1,33 | 1,00 | 2 401    |
| Taveiro, Ameal e Arzila                        | 44,01 | 22,25 | 11,33 | 11,70 | 1,56 | 1,03 | 2 436    |
| Torres do Mondego                              | 41,48 | 28,21 | 9,15  | 11,17 | 1,85 | 1,09 | 1 191    |
| Trouxemil e Torre de Vilela                    | 38,91 | 28,59 | 10,59 | 11,27 | 1,98 | 0,83 | 1 917    |
| Coimbra                                        | 36,49 | 32,64 | 11,03 | 9,28  | 1,83 | 1,11 | 77 273   |

#### Almalaguês
| Partido                 | Partido                         | Votos | %               | +/-   |
| ----------------------- | ------------------------------- | ----- | --------------- | ----- |
|                         | Partido Socialista              | 664   | 39,83 / 100,00  | 7,45  |
|                         | Portugal à Frente               | 449   | 26,93 / 100,00  | 15,25 |
|                         | Bloco de Esquerda               | 240   | 14,40 / 100,00  | 6,76  |
|                         | Coligação Democrática Unitária  | 161   | 9,66 / 100,00   | 1,14  |
|                         | Partido Democrático Republicano | 32    | 1,92 / 100,00   | Novo  |
|                         | PCTP/MRPP                       | 17    | 1,02 / 100,00   | 0,09  |
|                         | Outros                          | 48    | 2,88 / 100,00   |       |
| Votos Inválidos         | Votos Inválidos                 | 56    | 3,36 / 100,00   | 1,72  |
| Total                   | Total                           | 1 667 | 100,00 / 100,00 |       |
| Eleitorado/Participação | Eleitorado/Participação         | 2 751 | 60,60 / 100,00  | 1,68  |

#### Antuzede e Vil de Matos
| Partido                 | Partido                         | Votos | %               |
| ----------------------- | ------------------------------- | ----- | --------------- |
|                         | Partido Socialista              | 617   | 41,13 / 100,00  |
|                         | Portugal à Frente               | 404   | 26,93 / 100,00  |
|                         | Coligação Democrática Unitária  | 149   | 9,93 / 100,00   |
|                         | Bloco de Esquerda               | 142   | 9,47 / 100,00   |
|                         | Partido Democrático Republicano | 24    | 1,60 / 100,00   |
|                         | Pessoas–Animais–Natureza        | 20    | 1,33 / 100,00   |
|                         | PCTP/MRPP                       | 16    | 1,07 / 100,00   |
|                         | Outros                          | 52    | 3,47 / 100,00   |
| Votos Inválidos         | Votos Inválidos                 | 76    | 5,07 / 100,00   |
| Total                   | Total                           | 1 500 | 100,00 / 100,00 |
| Eleitorado/Participação | Eleitorado/Participação         | 2 765 | 54,25 / 100,00  |

#### Assafarge e Antanhol
| Partido                 | Partido                         | Votos | %               |
| ----------------------- | ------------------------------- | ----- | --------------- |
|                         | Portugal à Frente               | 984   | 34,76 / 100,00  |
|                         | Partido Socialista              | 971   | 34,30 / 100,00  |
|                         | Bloco de Esquerda               | 319   | 11,27 / 100,00  |
|                         | Coligação Democrática Unitária  | 219   | 7,74 / 100,00   |
|                         | Partido Democrático Republicano | 53    | 1,87 / 100,00   |
|                         | Pessoas–Animais–Natureza        | 33    | 1,17 / 100,00   |
|                         | Outros                          | 109   | 3,50 / 100,00   |
| Votos Inválidos         | Votos Inválidos                 | 143   | 5,05 / 100,00   |
| Total                   | Total                           | 2 831 | 100,00 / 100,00 |
| Eleitorado/Participação | Eleitorado/Participação         | 4 529 | 62,51 / 100,00  |

#### Brasfemes
| Partido                 | Partido                         | Votos | %               | +/-   |
| ----------------------- | ------------------------------- | ----- | --------------- | ----- |
|                         | Partido Socialista              | 445   | 41,78 / 100,00  | 5,88  |
|                         | Portugal à Frente               | 261   | 24,51 / 100,00  | 11,95 |
|                         | Bloco de Esquerda               | 138   | 12,96 / 100,00  | 5,52  |
|                         | Coligação Democrática Unitária  | 110   | 10,33 / 100,00  | 0,96  |
|                         | Pessoas–Animais–Natureza        | 18    | 1,69 / 100,00   | 0,40  |
|                         | Partido Democrático Republicano | 12    | 1,13 / 100,00   | Novo  |
|                         | PCTP/MRPP                       | 12    | 1,13 / 100,00   | 0,49  |
|                         | Outros                          | 29    | 2,72 / 100,00   |       |
| Votos Inválidos         | Votos Inválidos                 | 40    | 3,75 / 100,00   | 2,59  |
| Total                   | Total                           | 1 065 | 100,00 / 100,00 |       |
| Eleitorado/Participação | Eleitorado/Participação         | 1 763 | 60,41 / 100,00  | 0,21  |

#### Ceira
| Partido                 | Partido                         | Votos | %               | +/-   |
| ----------------------- | ------------------------------- | ----- | --------------- | ----- |
|                         | Partido Socialista              | 674   | 36,30 / 100,00  | 4,49  |
|                         | Portugal à Frente               | 569   | 30,64 / 100,00  | 13,52 |
|                         | Bloco de Esquerda               | 216   | 11,63 / 100,00  | 5,40  |
|                         | Coligação Democrática Unitária  | 181   | 9,75 / 100,00   | 1,86  |
|                         | Partido Democrático Republicano | 30    | 1,62 / 100,00   | Novo  |
|                         | PCTP/MRPP                       | 28    | 1,51 / 100,00   | 0,11  |
|                         | Outros                          | 66    | 3,55 / 100,00   |       |
| Votos Inválidos         | Votos Inválidos                 | 94    | 5,06 / 100,00   | 0,29  |
| Total                   | Total                           | 1 857 | 100,00 / 100,00 |       |
| Eleitorado/Participação | Eleitorado/Participação         | 3 404 | 54,55 / 100,00  | 1,68  |

#### Cernache
| Partido                 | Partido                         | Votos | %               | +/-   |
| ----------------------- | ------------------------------- | ----- | --------------- | ----- |
|                         | Partido Socialista              | 816   | 36,49 / 100,00  | 5,12  |
|                         | Portugal à Frente               | 694   | 31,05 / 100,00  | 11,69 |
|                         | Bloco de Esquerda               | 254   | 11,36 / 100,00  | 3,33  |
|                         | Coligação Democrática Unitária  | 227   | 10,15 / 100,00  | 1,13  |
|                         | Partido Democrático Republicano | 33    | 1,48 / 100,00   | Novo  |
|                         | PCTP/MRPP                       | 28    | 1,25 / 100,00   | 0,53  |
|                         | Pessoas–Animais–Natureza        | 27    | 1,21 / 100,00   | 0,18  |
|                         | Outros                          | 79    | 3,54 / 100,00   |       |
| Votos Inválidos         | Votos Inválidos                 | 78    | 3,49 / 100,00   | 1,90  |
| Total                   | Total                           | 2 236 | 100,00 / 100,00 |       |
| Eleitorado/Participação | Eleitorado/Participação         | 3 521 | 63,50 / 100,00  | 0,12  |

#### Coimbra
| Partido                 | Partido                         | Votos  | %               |
| ----------------------- | ------------------------------- | ------ | --------------- |
|                         | Portugal à Frente               | 2 777  | 37,35 / 100,00  |
|                         | Partido Socialista              | 2 488  | 33,46 / 100,00  |
|                         | Bloco de Esquerda               | 741    | 9,97 / 100,00   |
|                         | Coligação Democrática Unitária  | 686    | 9,23 / 100,00   |
|                         | Partido Democrático Republicano | 132    | 1,78 / 100,00   |
|                         | LIVRE/Tempo de Avançar          | 84     | 1,13 / 100,00   |
|                         | Outros                          | 270    | 3,64 / 100,00   |
| Votos Inválidos         | Votos Inválidos                 | 258    | 3,47 / 100,00   |
| Total                   | Total                           | 7 436  | 100,00 / 100,00 |
| Eleitorado/Participação | Eleitorado/Participação         | 13 214 | 56,27 / 100,00  |

#### Eiras e São Paulo de Frades
| Partido                 | Partido                         | Votos  | %               |
| ----------------------- | ------------------------------- | ------ | --------------- |
|                         | Partido Socialista              | 3 278  | 36,77 / 100,00  |
|                         | Portugal à Frente               | 2 660  | 29,83 / 100,00  |
|                         | Bloco de Esquerda               | 1 078  | 12,09 / 100,00  |
|                         | Coligação Democrática Unitária  | 899    | 10,08 / 100,00  |
|                         | Partido Democrático Republicano | 188    | 2,11 / 100,00   |
|                         | Pessoas–Animais–Natureza        | 139    | 1,56 / 100,00   |
|                         | Outros                          | 360    | 4,05 / 100,00   |
| Votos Inválidos         | Votos Inválidos                 | 314    | 3,52 / 100,00   |
| Total                   | Total                           | 8 916  | 100,00 / 100,00 |
| Eleitorado/Participação | Eleitorado/Participação         | 15 702 | 56,78 / 100,00  |

#### Santa Clara e Castelo Viegas
| Partido                 | Partido                         | Votos  | %               |
| ----------------------- | ------------------------------- | ------ | --------------- |
|                         | Partido Socialista              | 2 315  | 35,66 / 100,00  |
|                         | Portugal à Frente               | 2 219  | 34,18 / 100,00  |
|                         | Bloco de Esquerda               | 727    | 11,20 / 100,00  |
|                         | Coligação Democrática Unitária  | 557    | 8,58 / 100,00   |
|                         | Partido Democrático Republicano | 116    | 1,79 / 100,00   |
|                         | Outros                          | 288    | 4,44 / 100,00   |
| Votos Inválidos         | Votos Inválidos                 | 270    | 4,16 / 100,00   |
| Total                   | Total                           | 6 492  | 100,00 / 100,00 |
| Eleitorado/Participação | Eleitorado/Participação         | 10 681 | 60,78 / 100,00  |

#### Santo António dos Olivais
| Partido                 | Partido                         | Votos  | %               | +/-   |
| ----------------------- | ------------------------------- | ------ | --------------- | ----- |
|                         | Portugal à Frente               | 8 611  | 37,22 / 100,00  | 17,12 |
|                         | Partido Socialista              | 8 024  | 34,68 / 100,00  | 11,76 |
|                         | Bloco de Esquerda               | 2 410  | 10,42 / 100,00  | 2,30  |
|                         | Coligação Democrática Unitária  | 1 819  | 7,86 / 100,00   | 0,61  |
|                         | Partido Democrático Republicano | 399    | 1,72 / 100,00   | Novo  |
|                         | LIVRE/Tempo de Avançar          | 284    | 1,23 / 100,00   | Novo  |
|                         | Pessoas–Animais–Natureza        | 267    | 1,15 / 100,00   | 0,12  |
|                         | Outros                          | 481    | 2,06 / 100,00   |       |
| Votos Inválidos         | Votos Inválidos                 | 843    | 3,65 / 100,00   | 0,85  |
| Total                   | Total                           | 23 138 | 100,00 / 100,00 |       |
| Eleitorado/Participação | Eleitorado/Participação         | 35 594 | 65,01 / 100,00  | 1,64  |

#### São João do Campo
| Partido                 | Partido                         | Votos | %               | +/-  |
| ----------------------- | ------------------------------- | ----- | --------------- | ---- |
|                         | Partido Socialista              | 365   | 37,24 / 100,00  | 6,11 |
|                         | Portugal à Frente               | 251   | 25,61 / 100,00  | 5,10 |
|                         | Coligação Democrática Unitária  | 175   | 17,86 / 100,00  | 3,13 |
|                         | Bloco de Esquerda               | 102   | 10,41 / 100,00  | 5,66 |
|                         | Partido Democrático Republicano | 15    | 1,53 / 100,00   | Novo |
|                         | PCTP/MRPP                       | 15    | 1,53 / 100,00   | 0,48 |
|                         | Outros                          | 20    | 2,04 / 100,00   |      |
| Votos Inválidos         | Votos Inválidos                 | 37    | 3,78 / 100,00   | 0,31 |
| Total                   | Total                           | 980   | 100,00 / 100,00 |      |
| Eleitorado/Participação | Eleitorado/Participação         | 1 817 | 53,94 / 100,00  | 0,85 |

#### São Martinho de Árvore e Lamarosa
| Partido                 | Partido                         | Votos | %               |
| ----------------------- | ------------------------------- | ----- | --------------- |
|                         | Portugal à Frente               | 532   | 35,80 / 100,00  |
|                         | Partido Socialista              | 461   | 31,02 / 100,00  |
|                         | Bloco de Esquerda               | 149   | 10,03 / 100,00  |
|                         | Coligação Democrática Unitária  | 147   | 9,89 / 100,00   |
|                         | Partido Democrático Republicano | 38    | 2,56 / 100,00   |
|                         | Pessoas–Animais–Natureza        | 19    | 1,28 / 100,00   |
|                         | PCTP/MRPP                       | 18    | 1,21 / 100,00   |
|                         | Outros                          | 48    | 3,23 / 100,00   |
| Votos Inválidos         | Votos Inválidos                 | 74    | 4,98 / 100,00   |
| Total                   | Total                           | 1 486 | 100,00 / 100,00 |
| Eleitorado/Participação | Eleitorado/Participação         | 2 707 | 54,89 / 100,00  |

#### São Martinho do Bispo e Ribeira de Frades
| Partido                 | Partido                         | Votos  | %               |
| ----------------------- | ------------------------------- | ------ | --------------- |
|                         | Partido Socialista              | 3 202  | 38,99 / 100,00  |
|                         | Portugal à Frente               | 2 313  | 28,16 / 100,00  |
|                         | Bloco de Esquerda               | 979    | 11,92 / 100,00  |
|                         | Coligação Democrática Unitária  | 773    | 9,41 / 100,00   |
|                         | Partido Democrático Republicano | 192    | 2,34 / 100,00   |
|                         | Pessoas–Animais–Natureza        | 104    | 1,27 / 100,00   |
|                         | Outros                          | 343    | 4,18 / 100,00   |
| Votos Inválidos         | Votos Inválidos                 | 307    | 3,73 / 100,00   |
| Total                   | Total                           | 8 213  | 100,00 / 100,00 |
| Eleitorado/Participação | Eleitorado/Participação         | 14 072 | 58,36 / 100,00  |

#### São Silvestre
| Partido                 | Partido                         | Votos | %               | +/-   |
| ----------------------- | ------------------------------- | ----- | --------------- | ----- |
|                         | Partido Socialista              | 607   | 40,17 / 100,00  | 5,03  |
|                         | Portugal à Frente               | 351   | 23,23 / 100,00  | 12,69 |
|                         | Coligação Democrática Unitária  | 201   | 13,30 / 100,00  | 0,89  |
|                         | Bloco de Esquerda               | 195   | 12,91 / 100,00  | 4,75  |
|                         | Partido Democrático Republicano | 21    | 1,39 / 100,00   | Novo  |
|                         | PCTP/MRPP                       | 18    | 1,19 / 100,00   | 0,18  |
|                         | Outros                          | 57    | 3,78 / 100,00   |       |
| Votos Inválidos         | Votos Inválidos                 | 61    | 4,04 / 100,00   | 0,21  |
| Total                   | Total                           | 1 511 | 100,00 / 100,00 |       |
| Eleitorado/Participação | Eleitorado/Participação         | 2 668 | 56,63 / 100,00  | 0,95  |

#### Souselas e Botão
| Partido                 | Partido                         | Votos | %               |
| ----------------------- | ------------------------------- | ----- | --------------- |
|                         | Partido Socialista              | 957   | 39,86 / 100,00  |
|                         | Portugal à Frente               | 721   | 30,03 / 100,00  |
|                         | Bloco de Esquerda               | 248   | 10,33 / 100,00  |
|                         | Coligação Democrática Unitária  | 235   | 9,79 / 100,00   |
|                         | PCTP/MRPP                       | 33    | 1,37 / 100,00   |
|                         | Partido Democrático Republicano | 32    | 1,33 / 100,00   |
|                         | Pessoas–Animais–Natureza        | 24    | 1,00 / 100,00   |
|                         | Outros                          | 59    | 2,46 / 100,00   |
| Votos Inválidos         | Votos Inválidos                 | 92    | 3,84 / 100,00   |
| Total                   | Total                           | 2 401 | 100,00 / 100,00 |
| Eleitorado/Participação | Eleitorado/Participação         | 4 273 | 56,19 / 100,00  |

#### Taveiro, Ameal e Arzila
| Partido                 | Partido                         | Votos | %               |
| ----------------------- | ------------------------------- | ----- | --------------- |
|                         | Partido Socialista              | 1 072 | 44,01 / 100,00  |
|                         | Portugal à Frente               | 542   | 22,25 / 100,00  |
|                         | Coligação Democrática Unitária  | 285   | 11,70 / 100,00  |
|                         | Bloco de Esquerda               | 276   | 11,33 / 100,00  |
|                         | Partido Democrático Republicano | 38    | 1,56 / 100,00   |
|                         | AGIR                            | 27    | 1,11 / 100,00   |
|                         | Pessoas–Animais–Natureza        | 25    | 1,03 / 100,00   |
|                         | Outros                          | 77    | 3,16 / 100,00   |
| Votos Inválidos         | Votos Inválidos                 | 94    | 3,86 / 100,00   |
| Total                   | Total                           | 2 436 | 100,00 / 100,00 |
| Eleitorado/Participação | Eleitorado/Participação         | 3 763 | 64,74 / 100,00  |

#### Torres do Mondego
| Partido                 | Partido                         | Votos | %               | +/-   |
| ----------------------- | ------------------------------- | ----- | --------------- | ----- |
|                         | Partido Socialista              | 494   | 41,48 / 100,00  | 5,60  |
|                         | Portugal à Frente               | 336   | 28,21 / 100,00  | 10,00 |
|                         | Coligação Democrática Unitária  | 133   | 11,17 / 100,00  | 0,55  |
|                         | Bloco de Esquerda               | 109   | 9,15 / 100,00   | 3,36  |
|                         | Partido Democrático Republicano | 22    | 1,85 / 100,00   | Novo  |
|                         | PCTP/MRPP                       | 18    | 1,51 / 100,00   | 0,30  |
|                         | Pessoas–Animais–Natureza        | 13    | 1,09 / 100,00   | 0,53  |
|                         | Outros                          | 32    | 2,68 / 100,00   |       |
| Votos Inválidos         | Votos Inválidos                 | 34    | 2,85 / 100,00   | 3,51  |
| Total                   | Total                           | 1 191 | 100,00 / 100,00 |       |
| Eleitorado/Participação | Eleitorado/Participação         | 2 081 | 57,23 / 100,00  | 0,86  |

#### Trouxemil e Torre de Vilela
| Partido                 | Partido                         | Votos | %               |
| ----------------------- | ------------------------------- | ----- | --------------- |
|                         | Partido Socialista              | 746   | 38,91 / 100,00  |
|                         | Portugal à Frente               | 548   | 28,59 / 100,00  |
|                         | Coligação Democrática Unitária  | 216   | 11,27 / 100,00  |
|                         | Bloco de Esquerda               | 203   | 10,59 / 100,00  |
|                         | Partido Democrático Republicano | 38    | 1,98 / 100,00   |
|                         | PCTP/MRPP                       | 21    | 1,10 / 100,00   |
|                         | Outros                          | 72    | 3,76 / 100,00   |
| Votos Inválidos         | Votos Inválidos                 | 73    | 3,81 / 100,00   |
| Total                   | Total                           | 1 917 | 100,00 / 100,00 |
| Eleitorado/Participação | Eleitorado/Participação         | 3 435 | 55,81 / 100,00  |